# Віцеадмірал (Велика Британія)

Кар'єрна драбина британських флагманів у 19-му столітті

Віцеадмірал — флагманське звання британського Королівського флоту, яке має кодування НАТО OF-8. Воно йде за званням контрадмірала і передує званню повного адмірала.
Звання віцеадмірала існує у Королівському флоті принаймні з 16-го століття. При розгортанні флоту віцеадмірал повинен бути в авангарді, виконуючи роль заступника адмірала.
Не слід плутати звання віцеадмірала з посадою Віцеадмірал Об'єднаного Королівства, це лише посада в адміралтействі яку зазвичай займає повний адмірал у відставці, а крім того існує застаріла посада Віцеадмірала Узбережжя, які займалися військово-морською адміністрацією у кожному морському графстві.

## Відзнака та персональний прапор
Віцеадмірали мають право ходити під власним прапором. Прапор має вигляд хреста Св. Георга з червоним диском у лівому верхньому секторі.
На нарукавному шевроні зображено одну широку золоту смужку і дві вузькі смужки над нею. З 2001 року звання відносять до тризіркового звання, а тому кількість зірок на погоні збільшено до трьох.

Нарукавний шеврон
Погон
Погон до 2001
Прапор